# 윤수영 (1961년)
윤수영(尹秀榮, 1961년 ~ , 충청북도 충주시)은 대한민국의 금융인, 기업인이다.
2014년에 우리자산운용과 키움자산운용을 합병한 키움투자자산운용의 초대 대표이사가 되었다.

## 학력
- 서울 용문고등학교 졸업
- 서울대학교 경제학과 졸업
- 서울대학교 대학원 경제학 석사

## 경력
- 쌍용투자증권
- 프라임투자 자문
- CL투자 자문
- 키움증권 경영기획실장
- 키움증권 영업지원본부 전무
- 키움증권 자산운용본부 총괄 전무
- 키움자산운용 대표이사
- 키움투자자산운용 대표이사

## 참고 자료
- 윤수영 네이버 인물검색